# Rosa praelucens
Rosa praelucens är en rosväxtart som beskrevs av Bijh.. Rosa praelucens ingår i släktet rosor, och familjen rosväxter. Inga underarter finns listade i Catalogue of Life.